# Ilhas de Sotavento
Die Ilhas de Sotavento (deutsch: „Inseln unter dem Winde“) sind eine der Inselgruppen der Kapverdischen Inseln.
Zur Gruppe zählen folgende Inseln:
| Insel           | Koordinate           | Fläche km² | Einwohner |
| --------------- | -------------------- | ---------- | --------- |
| Maio            | 15° 13′ N, 23° 10′ W | 269        | 8.400     |
| Santiago        | 15° 5′ N, 23° 37′ W  | 991        | 290.000   |
| Fogo            | 14° 57′ N, 24° 23′ W | 476        | 38.600    |
| Brava           | 14° 51′ N, 24° 42′ W | 67         | 6.300     |
| Ilhéus do Rombo | 14° 58′ N, 24° 41′ W | 4          | 0         |